# Robert Turnbull

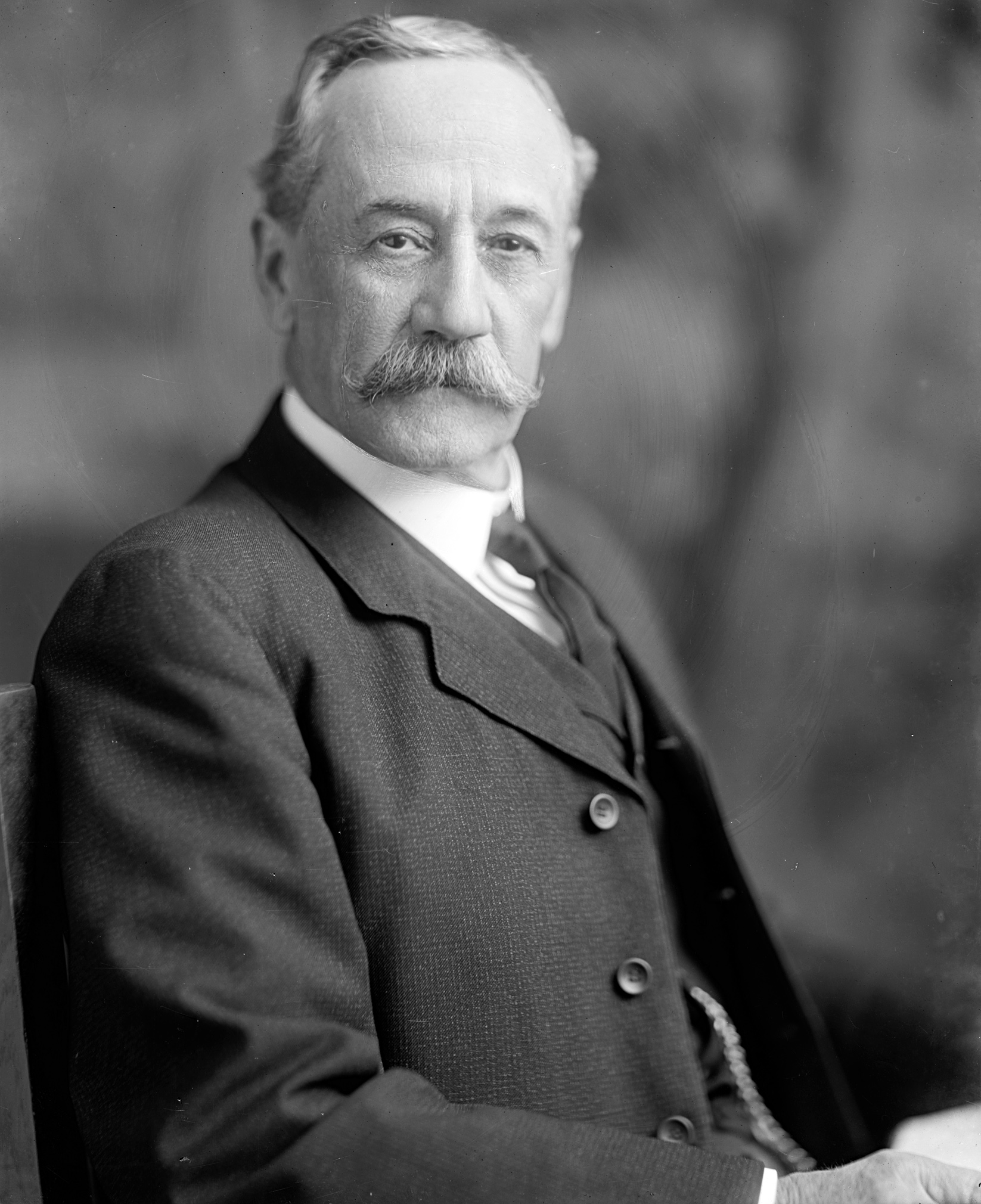
Robert Turnbull

Robert Turnbull (* 11. Januar 1850 in Lawrenceville, Brunswick County, Virginia; † 22. Januar 1920 in Virginia) war ein US-amerikanischer Politiker. Zwischen 1910 und 1913 vertrat er den Bundesstaat Virginia im US-Repräsentantenhaus.

## Werdegang
Robert Turnbull besuchte zunächst die Rock Spring Academy. Nach einem anschließenden Jurastudium an der University of Virginia in Charlottesville und seiner 1871 erfolgten Zulassung als Rechtsanwalt begann er in Lawrenceville in diesem Beruf zu arbeiten. Gleichzeitig schlug er als Mitglied der Demokratischen Partei eine politische Laufbahn ein. Zwischen 1891 und 1910 war er Landrat (County Clerk) im Brunswick County. Von 1894 bis 1898 gehörte Turnbull dem Senat von Virginia an. Im Jahr 1901 war er Delegierter auf einer Versammlung zur Überarbeitung der Staatsverfassung. In den Jahren 1896 und 1904 nahm er als Delegierter an den jeweiligen Democratic National Conventions teil.
Nach dem Tod des Abgeordneten Francis R. Lassiter wurde Turnbull bei der fälligen Nachwahl für den vierten Sitz von Virginia als dessen Nachfolger in das US-Repräsentantenhaus in Washington, D.C. gewählt, wo er am 8. März 1910 sein neues Mandat antrat. Nach einer Wiederwahl konnte er bis zum 3. März 1913 im Kongress verbleiben. Im Jahr 1912 wurde er von seiner Partei nicht mehr zur Wiederwahl nominiert. Nach dem Ende seiner Zeit im US-Repräsentantenhaus praktizierte Robert Turnbull wieder als Anwalt. Seit 1916 arbeitete er bei der Verwaltung des Bezirksgerichts im Brunswick County. Er starb am 22. Januar 1920; sein genauer Sterbeort ist nicht überliefert. Anschließend wurde er in Lawrenceville beigesetzt.